# 李麓芸
李麓芸（1937年5月—2020年4月15日），女，湖北汉口人，中国医学遗传学家，原湖南医学院教授。主要从事医学遗传学的教学和科研工作。

## 生平
1937年5月出生。1960年毕业于湖南医学院医疗系，留校临床妇产科工作。1978年开始从事临床细胞遗传学的技术、应用和基础理论的研究。1979年在国内最先以绒毛为材料进行染色体病的产前诊断。她与夏家辉等人提出了人类高分辨染色体技术，1983年在印度新德里召开的第十五届国际遗传学大会上交流，被载入《人类染色体变异和异常登记库》。该成果先后获1986年卫生部重大科技成果奖和1987年国家科技进步奖二等奖。1991年开始担任湖南医科大学医学遗传学国家重点实验室首届主任。曾任中国优生优育学会理事、中国医学遗传学会常务理事，湖南省政协委员。2020年4月15日上午10时36分在湖南省长沙市中南大学湘雅医院逝世。

## 出版物
- 夏家辉; 李麓芸 (编). . 医学遗传学丛书. 北京: 科学出版社. 1989. ISBN 7030014553.
- 夏家辉; 李麓芸 (编). . 郑州: 河南科学技术出版社. 1993. ISBN 9787534910524.